# تام هاردی
ادوارد توماس هاردی  CBE (انگلیسی: Edward Thomas Hardy؛ زادهٔ ۱۵ سپتامبر ۱۹۷۷) بازیگر انگلیسی است. او پس از تحصیل در رشته بازیگری در مرکز درام لندن، نخستین فعالیت سینمایی خود را در سال ۲۰۰۱ در فیلم سقوط شاهین سیاه ساختهٔ ریدلی اسکات تجربه کرد. او در طول حرفهٔ خود نامزد دریافت یک جایزهٔ اسکار، دو جایزهٔ فیلم به انتخاب منتقدان و دو جایزهٔ آکادمی فیلم بریتانیا شده‌است. تام هاردی در سال ۲۰۱۱ جایزه ستاره نوظهور بفتا را دریافت کرد.
هاردی در فیلم‌های گوناگونی از جمله پیشتازان فضا: نمسیس (۲۰۰۲)، راکنرولا (۲۰۰۸)، برانسون (۲۰۰۸)، مبارز (۲۰۱۱)، بندزن خیاط سرباز جاسوس (۲۰۱۱)، بی‌قانون (۲۰۱۲)، این یعنی جنگ (۲۰۱۲)، لاک (۲۰۱۳)، کندو (۲۰۱۴) و بازگشته (۲۰۱۵) ظاهر شده‌است. او برای فیلم بازگشته نامزد دریافت جایزهٔ اسکار بهترین بازیگر نقش مکمل مرد شد. هاردی در سال ۲۰۱۵ در فیلم‌های مکس دیوانه: جاده خشم و افسانه ایفای نقش کرد. او در سه فیلم هم از کریستوفر نولان ظاهر شده‌است: فیلمتلقین (۲۰۱۰)، نقش بین در شوالیه تاریکی برمی‌خیزد (۲۰۱۲) و نقش خلبان جنگندهٔ نیروی هوایی سلطنتی بریتانیا در دانکرک (۲۰۱۷). هاردی در سال ۲۰۱۸ نقش ادی براک / ونوم را در فیلم ضدقهرمان ونوم ایفا کرد. او این نقش را در ونوم: بگذارید کارنیج بیاید (۲۰۲۱) دوباره ایفا کرده‌است.
هاردی به پاس خدماتش به عرصه نمایش، نشان فرمانده امپراتوری بریتانیا (CBE) را در سال ۲۰۱۸ دریافت کرده‌ است.

## زندگی‌نامه و آغاز
ادوارد توماس تام هاردی، تنها فرزند انی و ادوارد هاردی، در هَمِراِسمیت لندن و در ۱۵ سپتامبر ۱۹۷۷ به دنیا آمد. مادرش انی نقاش و پدرش ادوارد نویسندهٔ رمان بود.
هاردی در سپتامبر ۱۹۹۸ وارد مرکز درام لندن شد.
اولین موفقیت رسمی او به سال ۱۹۹۹ برمی‌گردد یعنی وقتی در یک مسابقه تلویزیونی به‌عنوان سوپر مدل برتر انتخاب شد. سال بعد توانست نقشی در سریال جوخه برادران به کارگردانی استیون اسپیلبرگ به‌دست آورد. اولین حضور هاردی در سینما با فیلم سقوط شاهین سیاه به کارگردانی ریدلی اسکات در سال ۲۰۰۱ رقم خورد.

## فعالیت و کارنامه

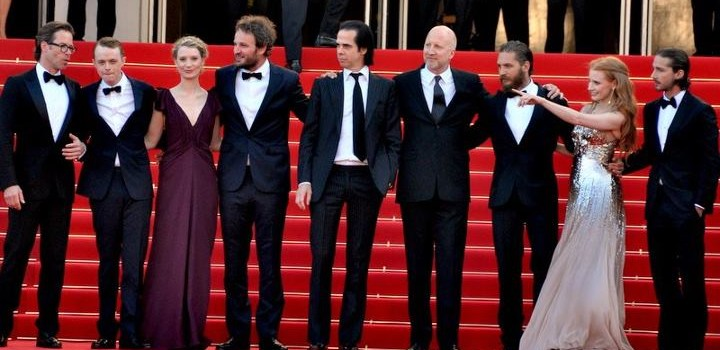
بازیگران و عوامل فیلم بی قانون در فستیوال کن سال 2012.

هاردی بعد از سقوط شاهین سیاه در فیلم پیشتازان فضا: نمسیس بازی کرد و پس از چهار سال و بازی در چهار فیلم در کیک لایه‌ای ابه ایفای نقش پرداخت. سال ۲۰۰۳ برای بازی در نمایش در عربستان همگی شاه خواهیم شد بسیار مورد توجه قرار گرفت. فیلمبرداری راکنرولا هنوز تمام نشده بود که او پروژه دوم خود را در آن سال آغاز کرد و نقش اصلی فیلم تحسین شده برانسون را عهده‌دار شد.
بعد از برانسون، هاردی دوباره راه تلویزیون را پیش گرفت و در سریال تلویزیونی بلندی‌های بادگیر با شارلوت رایلی همبازی شد.
هاردی در اوایل ۲۰۱۰ میلادی در نمایشی به کارگردانی فیلیپ سیمور هافمن به نام مسیر سرخ دراز حضور یافت و در اواخر همین سال به پروژه عظیم علمی تخیلی کریستوفر نولان به نام تلقین پیوست و نقش ایمس را در این فیلم ایفا کرد. این فیلم علاوه بر اینکه فرصت همبازی شدن با بزرگانی چون لئوناردو دی کاپریو و ماریون کوتیار را برایش فراهم کرد، بیشتر او را به هالیوود معرفی کرد و از آن پس هر روز با پروژه‌های بهتری روبرو شد. سال بعد یعنی سال ۲۰۱۱ در دو فیلم تحسین‌برانگیز بندزن خیاط سرباز جاسوس و مبارز بازی کرد و دوباره فرصت همکاری با بزرگان دنیای سینما را به‌دست آورد و برای بازی در نقش تامی ریودن کنلان در فیلم مبارز مورد تحسین قرار گرفت. هاردی در سال ۲۰۱۲ برای دومین بار و برای نقشی مهم‌تر و پر سر و صدا تر روبروی دوربین کریستوفر نولان، این کارگردان صاحب سبک رفت. هاردی در شوالیه تاریکی برمی‌خیزد در نقش مخالف بتمن یعنی بین ظاهر شد و مورد تحسین قرار گرفت، نقشی که قبل از او هیث لجر در نقشی مشابه برای بازی در قسمت پیشین بتمن جلوی دوربین رفته بود. وی در همین سال بازی در فیلم این یعنی جنگ را به کارنامه خود اضافه کرد. هاردی سال بعد در فیلم بی‌قانون در نقش فارست باندورانت ظاهر شد. هاردی در سال ۲۰۱۳ در فیلم متفاوت لاک در نقشی متفاوت جلوی دوربین رفت و همین سال به پروژه کندو پیوست. سال ۲۰۱۴ بازگشت وی به تلویزیون با سریال موفق پیکی بلایندرز بود. سال ۲۰۱۵ نقطه اوج هاردی در هالیوود با قبول ایفای نقش لئو دمیدوف در فیلم کودک ۴۴ آغاز برای وی شد. تام هاردی در ژوئن ۲۰۱۰ توسط جرج میلر به عنوان بازیگر نقش مکس فیلم مکس دیوانه: جاده خشم انتخاب شد. هاردی با بازی در مکس دیوانه: جاده خشم در کنار شارلیز ترون مورد تحسین قرار گرفت. مکس دیوانه: جاده خشم در مجموع ۳۷۴ میلیون دلار فروش داشت که آن را به پرفروش‌ترین فیلم در سری مکس دیوانه تبدیل کرد. افسانه فیلم بعدی تام هاردی در سال ۲۰۱۵ بود. هاردی در این فیلم در نقشی متفاوت و در اصل در دو نقش برادران رجی و رانی ظاهر شد. هاردی در همین سال برای بازی در فیلم بازگشته به کارگردانی الخاندرو گونسالس اینیاریتو پای میز مذاکره نشست و قرارداد ایفای نقش مکمل لئوناردو دی‌کاپریو را امضا کرد. هاردی بیش تر از قبل برای ایفای نقش جان فیتزجرالد مورد تحسین قرار گرفت و به عنوان نامزد جایزه اسکار بهترین بازیگر نقش مکمل مرد انتخاب شد. او پس از بازی در فیلم بازگشته به دعوت روبن فلیشر در فیلم ضد ابرقهرمانانه ونوم ایفای نقش کرد که در سال ۲۰۱۸ اکران شد اما با نقد بسیار تند منتقدان مواجه شد.

## زندگی شخصی

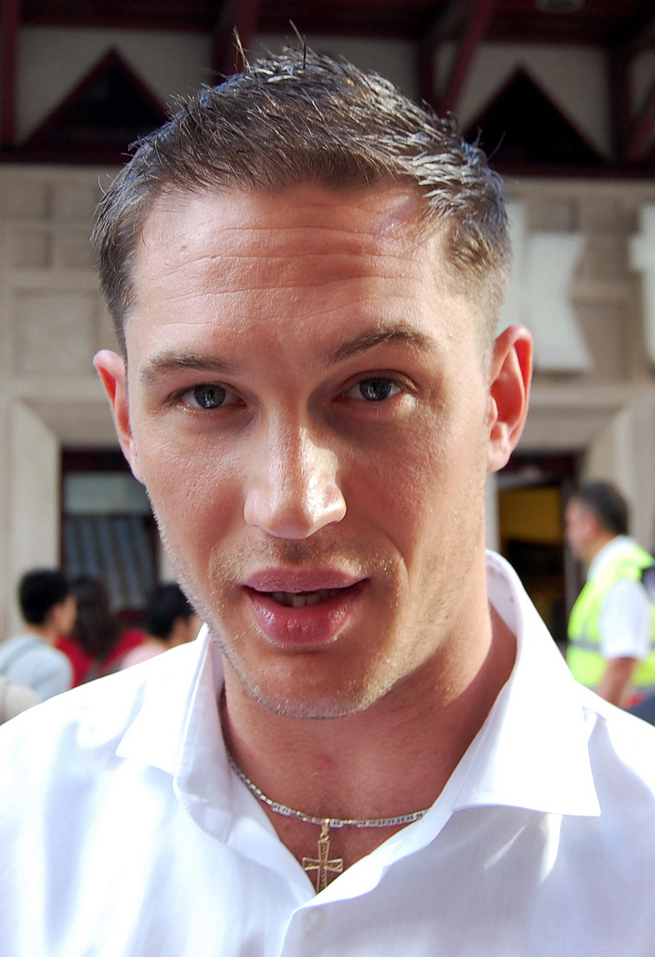
تام هاردی در اکران فیلم تلقین در لندن ، سال ۲۰۱۰

تام هاردی برای حضور در سریال جوخه برادران تحصیل در درام سنتر لندن را نیمه ‌کاره رها کرد.
هاردی تا اواسط بیست سالگی اش با اعتیاد به کوکائین و الکل مبارزه کرد و در نهایت موفق هم شد و از سال ۲۰۰۳ دیگر به این مواد مخدر نزدیک نشد. از استادانش در درام سنتر لندن می‌توان به آنتونی هاپکینز اشاره کرد. وی بازیگری را در همین آکادمی به سبک متد اکتینگ فرا گرفت. هاردی در ۲ ژانویه ۱۹۹۹ با همسرش سارا وارد (تهیه‌کننده) پس از سه هفته آشنایی ازدواج کرد و در سال ۲۰۰۴ از هم جدا شدند. او از سال ۲۰۰۳ تا ۲۰۰۴ هاردی با لیندا پارک (بازیگر) و از سال ۲۰۰۵ تا ۲۰۰۹ با ریچل اسپید (کارگردان) رابطه داشت. هاردی از ریچل اسپید، پسری بنام «لوئیس توماس» (متولد ۲۰۰۸) دارد. او در سال ۲۰۰۹ بعد از حاشیه‌های فراوان با شارلوت رایلی (بازیگر) همکارش در سریال بلندی‌های بادگیر، رابطهٔ جدید خود را برقرار کرد و در ژوئیه ۲۰۱۴ ازدواج کردند. فرزند آنها در اکتبر سال ۲۰۱۵ به دنیا آمد.

## امور خیریه
در سال ۲۰۱۰، هاردی سفیر پرنس تراست، یک مؤسسه خیریه جوانان انگلستان شد که آموزش، رشد شخصی، پشتیبانی از راه اندازی مشاغل، راهنمایی و مشاوره را ارائه می‌دهد. در سال ۲۰۱۲، او و شارلوت رایلی، بازیگر و دوست دختر آن زمان هاردی، حامی افراد دارای سرطان روده در انگلیس شدند.
در دسامبر ۲۰۱۸ هاردی سفیر ارشد برای بنیاد Reorg Brazilian Jiu Jitsu شد که در همکاری با خیریه Royal Marines با مأموریت ایجاد زمینه ای برای خدمت به پرسنل و پیشکسوتان برای یادگیری Jiu Jitsu برزیلی، به عنوان بخشی از مسیر بهبودی آنها و مبارزه با چالش بهداشت روانی و ناتوانی‌های جسمی.

## فیلم‌شناسی

### فیلم
| سال  | نام                            | نقش                      | نکته                                    |
| ---- | ------------------------------ | ------------------------ | --------------------------------------- |
| ۲۰۰۱ | سقوط شاهین سیاه                | لانس تومبلی              |                                         |
| ۲۰۰۲ | پیشتازان فضا: نمسیس            | شینزون                   |                                         |
| ۲۰۰۳ | فرضی                           | استرو                    |                                         |
| ۲۰۰۳ | نقطه من                        | تام                      |                                         |
| ۲۰۰۳ | متوسط دوز کشنده                | مت                       |                                         |
| ۲۰۰۴ | کیک لایه‌ای                     | کلارکی                   |                                         |
| ۲۰۰۶ | مینوتور                        | تئو                      |                                         |
| ۲۰۰۶ | ماری آنتوانت                   | رامونت                   |                                         |
| ۲۰۰۶ | صحنه‌هایی با ماهیت جنسی         | نوئل                     |                                         |
| ۲۰۰۷ | سیل                            | زاک                      |                                         |
| ۲۰۰۷ | دابلیو. دلتا. زد               | پیر جکسون                |                                         |
| ۲۰۰۷ | وراثت                          | پدر                      |                                         |
| ۲۰۰۸ | مشت ناگهانی                    | رودرز                    |                                         |
| ۲۰۰۸ | راکنرولا                       | باب خوش تیپ              |                                         |
| ۲۰۰۸ | برانسون                        | چارلی برانسون            |                                         |
| ۲۰۰۹ | دزد ضخیم                       | دت. مایکلز               |                                         |
| ۲۰۰۹ | قلدرها                         | Mimi Leder               |                                         |
| ۲۰۰۹ | کامل                           | دکتر                     | فیلم کوتاه                              |
| ۲۰۱۰ | تلقین                          | ایمز                     |                                         |
| ۲۰۱۱ | گروهبان کشتار برادر بزرگ من    | دن                       | فیلم کوتاه                              |
| ۲۰۱۱ | بندزن خیاط سرباز جاسوس         | ریکی تار                 |                                         |
| ۲۰۱۱ | مبارز                          | تامی ریودن کنلان         |                                         |
| ۲۰۱۲ | این یعنی جنگ                   | تاک هانسن                |                                         |
| ۲۰۱۲ | شوالیه تاریکی برمی‌خیزد         | بین                      |                                         |
| ۲۰۱۲ | بی‌قانون                        | فارست باندو رانت         |                                         |
| ۲۰۱۳ | لاک                            | ایوان لاک                |                                         |
| ۲۰۱۴ | کندو                           | باب ساگینوفسکی           |                                         |
| ۲۰۱۵ | کودک ۴۴                        | لئو دمیدوف               |                                         |
| ۲۰۱۵ | مکس دیوانه: جاده خشم           | مکس راکاتانسکی           |                                         |
| ۲۰۱۵ | جاده لندن                      | مارک                     |                                         |
| ۲۰۱۵ | افسانه                         | رونالد کری / رجینالد کری |                                         |
| ۲۰۱۵ | بازگشته                        | جان فیتزجرالد            |                                         |
| ۲۰۱۷ | دانکرک                         | فاریر                    |                                         |
| ۲۰۱۷ | جنگ ستارگان: آخرین جدای        |                          |                                         |
| ۲۰۱۸ | ونوم                           | ادی براک / ونوم          |                                         |
| ۲۰۱۹ | کاپون                          | آل کاپون                 |                                         |
| ۲۰۲۱ | ونوم: بگذارید کارنیج بیاید     | ادی براک و ونوم          | همچنین نویسنده مشترک داستان و تهیه‌کننده |
| ۲۰۲۱ | مرد عنکبوتی: راهی به خانه نیست | ادی براک و ونوم          | حضور افتخاری در صحنهٔ پس از تیتراژ       |
| ۲۰۲۱ | رستاخیزهای ماتریکس             | نقش دورنما               | سیاهی‌لشکر                               |
| ۲۰۲۳ | موتورسواران                    | جانی                     | [ ۱۰ ]                                  |
| ۲۰۲۴ | ونوم: آخرین رقص                | ادی براک و ونوم          | همچنین نویسنده مشترک داستان و تهیه‌کننده |
| ۲۰۲۵ | ویرانی                         | واکر                     | همچنین تهیه‌کننده                        |

### تلویزیون
| سال  | نام                         | نقش                  | نکته                                                    |
| ---- | --------------------------- | -------------------- | ------------------------------------------------------- |
| ۲۰۰۱ | جوخه برادران                | سرباز یکم جان جانووک | در ۲ قسمت                                               |
| ۲۰۰۵ | کلدیتز                      | ستوان دوم جک رز      |                                                         |
| ۲۰۰۵ | ملکه                        | رابرت دادلی          | در ۳ قسمت                                               |
| ۲۰۰۵ | دختر گیدئون                 | آندره                | فیلم تلویزیونی                                          |
| ۲۰۰۶ | برای آندرومدا               | جان فلمینگ           | فیلم تلویزیونی                                          |
| ۲۰۰۶ | سوئینی تاد                  | متی                  |                                                         |
| ۲۰۰۷ | شنل خشم                     | جک دانلی             | ۵ قسمت                                                  |
| ۲۰۰۷ | الیور تویست                 | بیل سایکس            |                                                         |
| ۲۰۰۷ | استوارت: زندگی یک عقب مانده | استوارت شورتر        | فیلم تلویزیونی                                          |
| ۲۰۰۸ | بلندی‌های بادگیر             |                      | ۲ قسمت                                                  |
| ۲۰۰۹ | گرفتن (سریال)               | فردی                 | ۴ قسمت                                                  |
| ۲۰۱۳ | جنگ غیرقانونی               | خودش                 | ۲ قسمت / همچنین تهیه‌کننده اجرایی                        |
| ۲۰۱۴ | پیکی بلایندرز               | الفی سولومنس         | در ۵ قسمت فصل۲/دو قسمت فصل۳/سه قسمت فصل ۴/یک قسمت فصل ۵ |
| ۲۰۱۶ | تابو                        | جیمز کزیه دلینی      | ۸ قسمت / همچنین تهیه‌کننده اجرایی و نویسنده              |
| ۲۰۲۵ | سرزمین اوباش                | هری دا سوزا          | نقش اصلی                                                |

## جوایز
| سال  | کار                            | جایزه                                                           | نتیجه    |
| ---- | ------------------------------ | --------------------------------------------------------------- | -------- |
| ۲۰۰۳ | پیشتازان فضا: نمسیس            | جایزه ساترن برای بهترین بازیگر نقش مکمل مرد                     | نامزدشده |
| ۲۰۰۸ | استوارت: زندگی یک عقب مانده    | جایزه تلویزیون بریتانیا برای بهترین بازیگر نقش اول مرد          | نامزدشده |
| ۲۰۰۹ | گرفتن                          | جوایز جنایی و هیجان انگیز بهترین بازیگر مکمل مرد                | نامزدشده |
| ۲۰۰۹ | برانسون                        | جایزه فیلم مستقل بریتانیا برای بهترین بازیگر نقش اول مرد        | برنده    |
| ۲۰۱۰ | برانسون                        | جوایز ایونینگ استاندارد بریتانیا برای بهترین بازیگر نقش اول مرد | نامزدشده |
| ۲۰۱۰ | برانسون                        | جایزه انجمن منتقدان فیلم لندن - بازیگر مرد سال بریتانیا         | نامزدشده |
| ۲۰۱۰ | برانسون                        | جایزه نظرسنجی فیلم‌های ویلیج بهترین بازیگر نقش اول مرد           | نامزدشده |
| ۲۰۱۰ | تلقین                          | جایزه بهترین گروه از انجمن منتقدان واشینگتن، دی. سی             | نامزدشده |
| ۲۰۱۰ | تلقین                          | جایزه بهترین بازیگران - انجمن منتقدان فیلم فینیکس               | نامزدشده |
| ۲۰۱۰ | تلقین                          | جایزه اسکریم - بهترین برک آوت مرد                               | برنده    |
| ۲۰۱۱ | تلقین                          | جایزه بهترین ستاره نو ظهور - جوایز بفتا                         | برنده    |
| ۲۰۱۱ | تلقین                          | جایزه سینمایی ام‌تی‌وی                                            | نامزدشده |
| ۲۰۱۱ | تلقین                          | جایزه برگزیده مردم                                              | نامزدشده |
| ۲۰۱۱ | تلقین                          | جایزه ساترین بهترین بازیگر نقش مکمل مرد                         | نامزدشده |
| ۲۰۱۱ | بندزن خیاط سرباز جاسوس         | جوایز مستقل فیلم بریتانیا بهترین بازیگر نقش مکمل مرد            | نامزدشده |
| ۲۰۱۲ | مبارز                          | جایزه فیلم ام‌تی‌وی برای بهترین مبارزه (به همراه جوئل اجرتون)     | نامزدشده |
| ۲۰۱۲ | مبارز                          | جایزه ستلایت بهترین بازیگر مرد - فیلم درام                      | نامزدشده |
| ۲۰۱۲ | مبارز                          | جوایز برگزیده نوجوانان                                          | نامزدشده |
| ۲۰۱۲ | شوالیه تاریکی برمی‌خیزد         | جوایز برگزیده نوجوانان                                          | نامزدشده |
| ۲۰۱۳ | شوالیه تاریکی برمی‌خیزد         | جایزه ام‌تی‌وی برای بهترین تبه کار                                | نامزدشده |
| ۲۰۱۳ | شوالیه تاریکی برمی‌خیزد         | جایزه فیلم ام‌تی‌وی برای بهترین مبارزه (همراه با کریستین بیل)     | نامزدشده |
| ۲۰۱۳ | لاک                            | جایزه فیلم مستقل بریتانیا برای بهترین بازیگر نقش اول مرد        | نامزدشده |
| ۲۰۱۴ | لاک                            | جایزه بهترین بازیگر مرد - انجمن منتقدان فیلم لس آنجلس           | برنده    |
| ۲۰۱۴ | لاک                            | جایزه فیلم اروپا بهترین بازیگر نقش اول مرد                      | نامزدشده |
| ۲۰۱۶ | بازگشته                        | جایزه اسکار بهترین بازیگر نقش مکمل مرد                          | نامزدشده |
| ۲۰۱۶ | مکس دیوانه: جاده خشم - بازگشته | جایزه بازیگر مرد بریتانیایی/ایرلندی سال انجمن منتقدان فیلم لندن | برنده    |